# Recorduri și statistici fotbalistice în România
Acest articol se referă la recordurile și statisticile de fotbal din România. Toate datele sunt prezentate începând cu 1909, odată cu înființarea Federației Române de Fotbal. Ele sunt bazate pe ceea indică forurile competente de conducere, LPF și UEFA. În cele de mai jos, numele FCSB și Steaua sunt folosite pe criteriul continuității sportive (aceeași entitate afiliată permanent la FRF începând cu înființarea sub numele de CSCA în 1947).

## Prima ligă națională
Recordurile din această secțiune se referă la Divizia A, din 1909 până în 2006 (cu discontinuități în perioada celor două războaie mondiale), Liga I, din 2007 până în 2022 și în prezent SuperLiga României.

### Recorduri pe echipe în SuperLiga României

#### Titluri
- Cele mai multe titluri de ligă: 28*,  FCSB: 1951, 1952, 1953, 1956, 1959-1960, 1960-1961, 1967-1968, 1975-1976, 1977-1978, 1984-1985, 1985-1986, 1986-1987, 1987-1988, 1988-1989, 1992-1993, 1993-1994, 1994-1995, 1995-1996, 1996-1997, 1997-1998, 2000-01, 2004-05, 2005-06, 2012-13, 2013-14, 2014-15, 2023-24, 2024-25

- Cele mai multe titluri consecutive:

| # | Echipa           | Titluri | Sezoane consecutive                                              |
| - | ---------------- | ------- | ---------------------------------------------------------------- |
| 1 | Chinezul         | 6       | 1921-1922, 1922-1923, 1923-1924, 1924-1925, 1925-1926, 1926-1927 |
| 1 | Steaua București | 6       | 1992-1993, 1993-1994, 1994-1995, 1995-1996, 1996-1997, 1997-1998 |
| 3 | Steaua București | 5       | 1984-1985, 1985- 1986, 1986-1987, 1987-1988, 1988-1989           |
| 3 | CFR Cluj         | 5       | 2017-2018, 2018-2019, 2019-2020, 2020-2021, 2021-2022            |
| 5 | Dinamo           | 4       | 1961-1962, 1962-1963, 1963-1964, 1964-1965                       |

- Cea mai mare marjă în câștigarea titlului: 16 puncte, 2012-13; FCSB (79 de puncte) peste Pandurii Târgu Jiu (63 de puncte)
- Cea mai mică marjă în câștigarea titlului: 0 puncte și golaveraj 0,117 – 1957-58; Petrolul Ploiești (1,636) peste CCA București (1,519). Ambele au terminat cu 27 de puncte, dar Petrolul Ploiești a câștigat titlul având un golaveraj superior, a doua oară când golaverajul a decis titlul în România, după sezonul 1950.

#### Puncte
- Cele mai multe puncte într-un sezon: 95,  CFR Cluj (2021-22)
- Cele mai multe puncte obținute acasă într-un sezon: 53,  CFR Cluj (2021-22)
- Cele mai multe puncte obținute în deplasare într-un sezon: 48,  CFR Cluj (2020-21)
- Cele mai multe puncte într-un sezon, fără a câștiga titlul: 87,  FCSB (2021-22)
- Cele mai puține puncte într-un sezon: 4,  FC Craiova (1946-47)
- Cele mai puține puncte într-un sezon, câștigând titlul: 27,  Petrolul Ploiești (1957-58)
- Cele mai multe puncte într-un sezon, retrogradând: 44,  Farul (1999-00)
- Cele mai puține puncte într-un sezon, evitând retrogradarea: 8,  AMEFA Arad (1934-35)

#### Apariții în prima ligă
- Cele mai multe sezoane în prima ligă: 78 de sezoane,  FCSB
- Cele mai multe sezoane consecutive în prima ligă: 78 de sezoane,  FCSB (1947-prezent)

#### Reprezentări
- Cei mai mulți participanți în prima ligă dintr-un județ (provincie): În sezonul 1947-1948, județul Cluj a avut trei participante în prima divizie: CFR Cluj, CSU Cluj și Dermata Cluj.
- Cei mai mulți participanți în prima ligă dintr-un oraș: Orașul București a avut cinci participante în prima divizie în 21 de sezoane: 1937-38, 1939-40, 1947-48, 1962-63, 1976-77, perioada 1985-1989, perioada 1992-1998, perioada 1999-2003, perioada 2004-2006
- Orașul reprezentat cu cele mai multe sezoane în prima ligă: București. Orașul a avut întotdeauna cel puțin un membru în prima ligă.

#### Victorii
- Cea mai mare victorie în ligă: Steaua București 11-0 v Corvinul Hunedoara (7 decembrie 1988, Divizia A)
- Cele mai multe victorii în prima ligă: 1.288,  FCSB
- Cele mai multe victorii consecutive: 21, Steaua București (1989)

| # | Echipa           | Perioada | Meciuri |
| - | ---------------- | -------- | ------- |
| 1 | Steaua București | 1989     | 21      |
| 2 | Dinamo București | 1989     | 17      |
| 3 | Dinamo București | 2007     | 13      |
| 4 | UTA Arad         | 1948     | 11      |
| 4 | Unirea Tricolor  | 1941     | 11      |

#### Egaluri
- Cele mai multe egaluri, 499, Dinamo București
- Cele mai multe egaluri consecutive, 8, FCM Bacău (1979)

| # | Echipa                | Perioada | Meciuri |
| - | --------------------- | -------- | ------- |
| 1 | FCM Bacău             | 1979     | 8       |
| 2 | FC Brașov             | 2008     | 7       |
| 2 | Rapid București       | 1951     | 7       |
| 5 | Foresta Fălticeni     | 2001     | 6       |
| 5 | Dinamo București      | 1959     | 6       |
| 5 | Universitatea Craiova | 2021     | 6       |
| 5 | Sepsi OSK             | 2021     | 6       |
| 5 | Oțelul Galați         | 2023     | 6       |

#### Înfrângeri
- Cele mai multe înfrângeri, 733, Universitatea Cluj
- Cele mai multe înfrângeri consecutive, 24, ASA Târgu Mureș (1988)

| # | Echipa             | Perioada | Meciuri |
| - | ------------------ | -------- | ------- |
| 1 | ASA Târgu Mureș    | 1988     | 24      |
| 2 | FC Olt Scornicești | 1990     | 18      |
| 3 | Victoria București | 1990     | 16      |
| 3 | CA Oradea          | 1957     | 16      |
| 5 | FCM Bacău          | 2006     | 13      |
| 5 | Gaz Metan Mediaș   | 2022     | 13      |

### Recorduri individuale în SuperLiga României

#### Jucători
- Cele mai multe campionate câștigate de către un singur jucător: (10) Marius Lăcătuș

##### Prezențe în SuperLiga României - jucători români
- Actualizat pe data de 9 august 2021

| #  | Jucător            | Perioada  | Echipe                                                                                                 | Meciuri |
| -- | ------------------ | --------- | --- | ------- |
| 1  | Ionel Dănciulescu  | 1993–2013 | Electroputere Craiova, Steaua București, Dinamo București                                              | 515     |
| 2  | Costică Ștefănescu | 1969–1988 | Steaua București, Universitatea Craiova, FCM Brașov                                                    | 490     |
| 3  | Florea Ispir       | 1970–1987 | ASA Târgu Mureș                                                                                        | 485     |
| 4  | László Bölöni      | 1970–1987 | ASA Târgu Mureș, Steaua București                                                                      | 484     |
| 5  | Costel Câmpeanu    | 1987–2005 | SC Bacău, Dinamo București, Gloria Bistrița, Progresul București, Ceahlăul Piatra Neamț                | 470     |
| 6  | Petre Marin        | 1993-2011 | Sportul Studențesc, FC Național, Rapid București, Steaua București, Unirea Urziceni, Concordia Chiajna | 468     |
| 7  | Paul Cazan         | 1972–1987 | Sportul Studențesc București                                                                           | 465     |
| 8  | Cornel Dinu        | 1966–1983 | Dinamo București                                                                                       | 454     |
| 9  | Constantin Stancu  | 1970–1990 | Argeș Pitești                                                                                          | 447     |
| 10 | Ion Dumitru        | 1967–1988 | Rapid București, Steaua București, Politehnica Timișoara, Universitatea Craiova                        | 442     |

##### Prezențe în SuperLiga României - jucători străini
- Actualizat pe data de 1 iunie 2022

| #  | Jucător         | Perioada       | Echipa                                                         | Meciuri |
| -- | --------------- | -------------- | -------------------------------------------------------------- | ------- |
| 1  | Mário Camora    | 2011–          | CFR Cluj                                                       | 335     |
| 2  | Júnior Morais   | 2010–          | Astra, FCSB, Rapid                                             | 281     |
| 3  | Takayuki Seto   | 2009–21, 2022– | Astra Giurgiu, Petrolul Ploiești                               | 274     |
| 4  | Ousmane Viera   | 2008–21        | CFR Cluj, Internațional, Pandurii, Sepsi, Hermannstadt         | 235     |
| 5  | Eric            | 2008–21        | Gaz Metan, Pandurii, Viitorul Constanța, FC Voluntari          | 222     |
| 6  | Filipe Teixeira | 2010–19        | Brașov, Rapid, Petrolul Ploiești, Astra, FCSB                  | 209     |
| 7  | Tha'er Bawab    | 2010–19        | Gloria Bistrița, Gaz Metan, U Craiova, Steaua, Dinamo, Chiajna | 207     |
| 8  | Ricardo Cadú    | 2006–14        | CFR                                                            | 202     |
| 9  | Nuno Viveiros   | 2008–16        | Politehnica Iași, Brașov, Vaslui, U Cluj                       | 199     |
| 10 | Bojan Golubović | 2011–18        | Ceahlăul, Politehnica Iași, Steaua, Gaz Metan, Botoșani        | 197     |
| 10 | William         | 2011–22        | Astra Giurgiu, FCSB, Academica Clinceni                        |         |

     Jucătorul a obținut cetățenia română și a reprezentat România la nivel internațional
     Jucătorul a obținut cetățenia română, dar nu a reprezentat România la nivel internațional

##### Golgheteri în SuperLiga României
* Actualizat pe data de 27 aprilie 2021
| #  | Jucător           | Perioada  | Echipa                                                                                           | Goluri |
| -- | ----------------- | --------- | ------------------------------------------------------------------------------------------------ | ------ |
| 1  | Dudu Georgescu    | 1970–1986 | Progresul București, CSM Reșița, Dinamo București, SC Bacău, Gloria Buzău, Flacăra Moreni        | 252    |
| 2  | Ionel Dănciulescu | 1993–2014 | Electroputere Craiova, Dinamo București, Steaua București                                        | 214    |
| 3  | Rodion Cămătaru   | 1974–1989 | Universitatea Craiova, Dinamo București                                                          | 198    |
| 4  | Marin Radu        | 1974–1989 | Argeș Pitești, Olt Scornicești, Steaua București, Inter Sibiu                                    | 190    |
| 5  | Florea Dumitrache | 1966–1983 | Dinamo București, Jiul Petroșani, Corvinul Hunedoara                                             | 170    |
| 6  | Ion Oblemenco     | 1964–1976 | Rapid București, Universitatea Craiova                                                           | 170    |
| 7  | Mircea Sandu      | 1970–1987 | Progresul București, Sportul Studențesc București                                                | 167    |
| 8  | Victor Pițurcă    | 1975–1989 | Olt Scornicești, Steaua București                                                                | 166    |
| 9  | Mihai Adam        | 1962–1976 | Universitatea Cluj-Napoca, Vagonul Arad, CFR Cluj                                                | 160    |
| 10 | Titus Ozon        | 1947–1964 | Unirea Tricolor București, Dinamo București, Dinamo Brașov, Progresul București, Rapid București | 157    |

##### Golgheteri străini în SuperLiga României
| Golgheteri | Golgheteri         | Perioada | Club                                                           | Goluri      |
| ---------- | ------------------ | -------- | -------------------------------------------------------------- | ----------- |
| 1          | Eric de Oliveira   | 2008–21  | Gaz Metan, Pandurii, Viitorul, Voluntari                       | 66 (Ø 0,29) |
| 2          | Wesley             | 2008–15  | Vaslui, Politehnica Iași                                       | 64 (Ø 0,52) |
| 3          | Harlem Gnohéré     | 2015–20  | Dinamo, FCSB                                                   | 58 (Ø 0,42) |
| 4          | Bojan Golubović    | 2011–18  | Ceahlăul, Politehnica Iași, Steaua, Gaz Metan, FC Botoșani     | 55 (Ø 0,27) |
| 5          | Pantelis Kapetanos | 2008–14  | Steaua, CFR                                                    | 48 (Ø 0,38) |
| 6          | Kehinde Fatai      | 2007–0   | Farul, Astra, Argeș, Oțelul                                    | 45 (Ø 0,25) |
| 7          | Tha'er Bawab       | 2010–19  | Gloria Bistrița, Gaz Metan, U Craiova, Steaua, Dinamo, Chiajna | 42 (Ø 0,20) |
| 8          | Mike Temwanjera    | 2006–14  | Vaslui                                                         | 39 (Ø 0,22) |
| 9          | Azdren Llullaku    | 2012–19  | Gaz Metan, Politehnica Iași, Astra                             | 37 (Ø 0,25) |
| 10         | Sulejman Demollari | 1991–95  | Dinamo                                                         | 36 (Ø 0,36) |

     Jucătorul a obținut cetățenia română, dar nu a reprezentat România pe plan internațional.

##### Top 10 marcatori într-un sezon de SuperLiga României
| #  | Golgheteri          | Sezonul | Club                  | Goluri |
| -- | ------------------- | ------- | --------------------- | ------ |
| 1  | Ladislau Bonyhádi   | 1947–48 | UTA Arad              | 49     |
| 2  | Dudu Georgescu      | 1976–77 | Dinamo                | 47     |
| 3  | Rodion Cămătaru     | 1986–87 | Dinamo                | 44     |
| 4  | Dorin Mateuț        | 1988–89 | Dinamo                | 43     |
| 5  | Victor Pițurcă      | 1987–88 | Steaua București      | 34     |
| 6  | Gheorghe Hagi       | 1985–86 | Sportul Studențesc    | 31     |
| 7  | Sabin Ilie          | 1996–97 | Steaua București      | 31     |
| 8  | Marin Radu          | 1980–81 | Argeș Pitești         | 28     |
| 9  | Ionel Ganea         | 1998–99 | Gloria Bistrița       | 28     |
| 10 | Gheorghe Craioveanu | 1994–95 | Universitatea Craiova | 27     |

##### Jucători debutanți
Actualizat pe data de 9 august 2021. Echipele scrise îngroșat sunt cele la care a debutat jucătorul.
| Jucător | Jucător         | Vârstă                    | Meci                                  | Sezon     |
| ------- | --------------- | ------------------------- | ------------------------------------- | --------- |
| 1       | Nicolae Dobrin  | 14 ani, 10 luni și 5 zile | Știința Cluj - Dinamo Pitești 5–1     | 1961–1962 |
| 2       | Rareș Lazăr     | 15 ani, o lună și 19 zile | Ceahlăul Piatra Neamț - FC Vaslui 2–0 | 2013–2014 |
| 3       | Răzvan Popa     | 15 ani, 2 luni și 13 zile | Dinamo - Sportul Studențesc 1–3       | 2011–2012 |
| 4       | Codrin Epure    | 15 ani, 2 luni și 21 zile | FC Vaslui - Astra 1-4                 | 2013–2014 |
| 5       | Vasile Chitaru  | 15 ani, 4 luni și 14 zile | SC Bacău - Jiul Petroșani 3–0         | 1973–1974 |
| 6       | Ștefan Harsanyi | 15 ani, 4 luni și 22 zile | FC Bihor - Sportul Studențesc 2–0     | 1982–1983 |
| 7       | Dorel Zamfir    | 15 ani, 5 luni și 16 zile | FC Constanța - Steaua București 0–1   | 1976–1977 |
| 8       | Enes Sali       | 15 ani, 5 luni și 17 zile | Farul Constanța - Sepsi OSK 1–0       | 2021-2022 |
| 9       | Marius Niculae  | 15 ani, 6 luni și 6 zile  | Dinamo - Farul Constanța 5–2          | 1996–1997 |
| 10      | Adrian Jacotă   | 15 ani, 6 luni și 7 zile  | Dinamo - CSM Reșița 2–1               | 1973-1974 |

- Cel mai bătrân jucător: Mircea Lucescu, Dinamo, 1989-1990 (16 mai 1990, 44 ani, 9 luni, 6 zile)[5]

#### Antrenori
- Cele mai multe campionate câștigate de către un singur antrenor: (5)  Emerich Jenei, Dan Petrescu

##### Antrenori cu cele mai multe prezențe
| Antrenor | Antrenor          | Perioada | Meciuri | Victorii | Egaluri | Înfrângeri | Procentaj victorie |
| -------- | ----------------- | -------- | ------- | -------- | ------- | ---------- | ------------------ |
| 1        | Florin Halagian   | 1972–11  | 878     | 432      | 176     | 270        | 59%                |
| 2        | Ilie Oană         | 1952–79  | 572     | 232      | 124     | 216        | 51%                |
| 3        | Nicolae Dumitru   | 1962–93  | 558     | 250      | 120     | 188        | 55%                |
| 4        | Ion V. Ionescu    | 1967–94  | 496     | 194      | 89      | 213        | 48%                |
| 5        | Viorel Hizo       | 1990–13  | 488     | 221      | 85      | 182        | 53%                |
| 6        | Ioan Andone       | 1994–17  | 456     | 207      | 80      | 169        | 54%                |
| 7        | Florin Marin      | 1993–17  | 456     | 166      | 103     | 187        | 47%                |
| 8        | Valentin Stănescu | 1962–84  | 455     | 206      | 101     | 148        | 56%                |
| 9        | Sorin Cârțu       | 1989–13  | 454     | 175      | 114     | 165        | 51%                |
| 10       | Angelo Niculescu  | 1953–82  | 445     | 196      | 101     | 148        | 55%                |

##### Antrenori străini notabili
| - Blaž Slišković - Dušan Uhrin, Jr. - Béla Guttmann - Kálmán Konrád - Jenő Konrád - Alfréd Schaffer - Ferenc Plattkó - Antal Szalay - Zoltán Blum - Dario Bonetti - Roberto Landi - Giuseppe Giannini - Walter Zenga - Cristiano Bergodi - Andrea Mandorlini | - Nicolò Napoli - Maurizio Trombetta - Devis Mangia - Zoran Filipović - Mark Wotte - Rinus Israël - José Peseiro - António Conceição - Augusto Inácio - Miodrag Ješić - Vladimir Petrović - López Caro - Esteban Vigo - Oleg Protasov |  |

#### Arbitrii
| Arbitrii | Arbitrii           | Perioada | Meciuri |
| -------- | ------------------ | -------- | ------- |
| 1        | Alexandru Tudor    | 1999–18  | 381     |
| 2        | Sebastian Colțescu | 2003–0   | 342     |
| 3        | Cristian Balaj     | 2000–16  | 341     |
| 4        | István Kovács      | 2008–0   | 311     |
| 5        | Ovidiu Hațegan     | 2006–0   | 295     |
| 6        | Sorin Corpodean    | 1997–09  | 268     |
| 7        | Nicolae Rainea     | 1964–84  | 267     |
| 8        | Marius Avram       | 2007–20  | 246     |
| 9        | Adrian Porumboiu   | 1984–97  | 239     |
| 10       | Radu Petrescu      | 2007–0   | 239     |

## Cupa României
- Cele mai multe trofee, 21, Steaua București
- Cele mai multe trofee câștigate consecutiv:

| # | Câștigătoare     | Trofee | Sezoane consecutive                                              |
| - | ---------------- | ------ | ---------------------------------------------------------------- |
| 1 | Rapid            | 6      | 1936-1937, 1937-1938, 1938-1939, 1939-1940, 1940-1941, 1941-1942 |
| 2 | CCA București    | 4      | 1948-1949, 1950, 1951, 1952                                      |
| 3 | Steaua București | 3      | 1968-1969, 1969-1970, 1970-1971                                  |
| 3 | Steaua București | 3      | 1986-1987, 1987-1988, 1988-1989                                  |
| 3 | Dinamo           | 3      | 2002-2003, 2003-2004, 2004-2005                                  |
| 3 | CFR Cluj         | 3      | 2007-2008, 2008-2009, 2009-2010                                  |

- Victorie record: Steaua București 12-0 v CIL Blaj (10 iunie 1964, Cupa României optimi de finală)
- Finalistă de cele mai multe ori, 10, Dinamo București
- Prima dată când o echipă din Liga a II-a a României a cucerit trofeul, 1954, CSM Reșița
- Singura echipă de liga II-a care a câștigat trofeul dar care nu a evoluat în SuperLiga României: Ariesul 1907 Turda
- Echipe de Liga a III-a, finaliste a Cupei României au fost: Foresta Suceava(1966-1967), Constructorul Galați(1972-1973).
- Cel mai disputat trofeu, în sezonul 1939-40, 2-2, 4-4, 2-2, Rapid București	2 – 1	Venus București.
- 4 jucători au reușit să câștige Cupa României de 6 ori: Ion Bogdan, Vintilă Cossini și Gheorghe Rășinaru (toți de la Rapid) și Marius Lăcătuș.

| # | Câștigători        | Trofee | Finale câștigate                    | Număr Finale | Finale pierdute        | Cluburi                                         |
| - | ------------------ | ------ | ----------------------------------- | ------------ | ---------------------- | ----------------------------------------------- |
| 1 | Marius Lăcătuș     | 6      | 1985, 1987, 1989, 1996, 1997, 1999  | 10           | 1986, 1994, 1995, 1998 | Steaua București                                |
| 2 | Costică Ștefănescu | 6      | 1970, 1971, 1977, 1978, 1981, 1983  | 8            | 1975, 1985             | Steaua București, U Craiova                     |
| 3 | Ion Bogdan         | 6      | 1937, 1938, 1939, 1940, 1941, 1942, | 7            | 1936                   | Unirea Tricolor, Rapid București                |
| 3 | Vasile Suciu       | 6      | 1961, 1966, 1967, 1969, 1970, 1971  | 7            | 1972                   | Arieșul Turda, Steaua București, Jiul Petroșani |
| 4 | Vintilă Cossini    | 6      | 1937, 1938, 1939, 1940, 1941, 1942, | 6            | –                      | Rapid București                                 |
| 4 | Gheorghe Rășinaru  | 6      | 1937, 1938, 1939, 1940, 1941, 1942, | 6            | –                      | Rapid București                                 |
| 5 | Bogdan Stelea      | 5      | 1990, 2005, 1996, 1997, 2002        | 6            | 2008                   | Dinamo, Steaua București, Rapid                 |
| 6 | Mircea Rednic      | 4      | 1984, 1986, 1990, 1998              | 8            | 1985, 1987, 1989, 1999 | Dinamo, Rapid                                   |

### Golgheteri
| Fotbalist | Fotbalist         | Ani | Echipe                                                    | Goluri |
| --------- | ----------------- | --- | --------------------------------------------------------- | ------ |
| 1         | Ionel Dănciulescu |     | Electroputere Craiova, Dinamo București, Steaua București | 41     |
| 2         | Florea Voinea     |     | Steaua București, Prahova Ploiești                        | 40     |
| 3         | Iuliu Baratky     |     | Rapid București, Crișana Oradea                           | 37     |
| 4         | Ion Alecsandrescu |     | Steaua București, CA Câmpulung Moldovenesc                | 34     |
| 5         | Ștefan Dobay      |     | Ripensia Timișoara                                        | 33     |

## Cupa Ligii
- Cel mai de succes club al Cupei Ligii: FCSB - 2 trofee.
- Primul club care a câștigat neoficial cupa a fost Rapid București în 1994.
- Primul club din provincie care a câștigat neoficial cupa a fost FCM Bacău în 1998.
- Primul club care a câștigat oficial cupa a fost FCSB în 2015
- Cele mai multe apariții(2) în Cupa Ligii sunt deținute de FCM Bacău și FCSB

## Supercupa României
- Cele mai multe finale disputate - 7 - FCSB
- Cele mai multe trofee câștigate -  4 - CFR Cluj, Steaua București, Rapid București
- Cea mai mare victorie Rapid București 5-0 cu Steaua București
- Primul club din provincie care a câștigat Supercupa României: CFR Cluj 2009

## Duble sau eventuri
Dublă sau event reprezintă câștigarea campionatului și a cupei unei țări în același sezon competițional de către o singură echipă.

### Dubla campionat-cupa României
- Cele mai multe eventuri - 8 - Steaua București
- Cele mai multe duble ale unei echipe din provincie - 2 - CFR Cluj, Universitatea Craiova
- Primul event a fost realizat de Ripensia Timișoara în sezonul 1935-1936.

## Tripla
Triplă reprezintă câștigarea de către o echipă, a trei trofee într-un singur sezon.

### Tripla continentală
- Tripla continentală a fost câștigată de FCSB: campionatul, liga campionilor și Supercupa Europei.

### Triple naționale
Tripla națională constă în câștigarea campionatului, cupei țării, și a treia cupă ca importanță.
- Tripla campionat-Cupa României-Supercupa a fost câștigată de CFR Cluj în sezonul 2009–10.
- Tripla campionat-Cupa României-Cupa Ligii a fost câștigată de FCSB în sezonul 2014-2015.

## Cele mai de succes cluburi la general (după trofee oficiale, 1909-prezent)

### Tabelul trofeelor
Echipele în „Italice” nu mai există.
Echipele în „Bold” concurează în SuperLiga României 2024-2025.
 - Campioană SuperLiga României
 - Câștigătoare Cupa României
 - Câștigătoare Supercupa României
 - Câștigătoare Cupa Ligii
Acest tabel este actualizat începând cu 8 iunie 2025 după ce FCSB a câștigat Superliga României.
|    | Club                  | SuperLiga României | Cupa | Cupa Ligii | Supercupa | Cupa Europei | Supercupa Europei | Total | Ultimul trofeu |
| -- | --------------------- | ------------------ | ---- | ---------- | --------- | ------------ | ----------------- | ----- | -------------- |
| 1  | FCSB                  | 28                 | 24   | 2          | 7         | 1            | 1                 | 60    | 2024-2025      |
| 2  | Dinamo                | 18                 | 13   | 1          | 2         | -            | -                 | 34    | 2016–2017      |
| 3  | Rapid                 | 3                  | 13   | -          | 4         | -            | -                 | 20    | 2007           |
| 4  | CFR Cluj              | 8                  | 5    | -          | 4         | -            | -                 | 16    | 2024-2025      |
| 5  | Universitatea Craiova | 4                  | 5    | -          | -         | -            | -                 | 9     | 1990-1991      |
| 6  | UTA Arad              | 6                  | 2    | -          | -         | -            | -                 | 8     | 1969-1970      |
| 7  | Venus București       | 7                  | -    | -          | -         | -            | -                 | 7     | 1939-1940      |
| 8  | Petrolul              | 4                  | 3    | -          | -         | -            | -                 | 7     | 2012-2013      |
| 9  | Chinezul              | 6                  | -    | -          | -         | -            | -                 | 6     | 1926-1927      |
| 10 | Ripensia              | 4                  | 2    | -          | -         | -            | -                 | 6     | 1937-1938      |
| 11 | Sepsi                 | -                  | 2    | -          | 2         | -            | -                 | 4     | 2023           |
| =  | FCV Farul             | 2                  | 1    | -          | 1         | -            | -                 | 4     | 2022-2023      |
| =  | Astra Giurgiu         | 1                  | 1    | -          | 2         | -            | -                 | 4     | 2016           |
| 12 | CSU Craiova           | -                  | 2    | -          | 1         | -            | -                 | 3     | 2021           |
| 13 | Olympia               | 2                  | -    | -          | -         | -            | -                 | 2     | 1910-1911      |
| =  | Colentina             | 2                  | -    | -          | -         | -            | -                 | 2     | 1913-1914      |
| =  | Unirea Tricolor       | 2                  | -    | -          | -         | -            | -                 | 2     | 1940–1941      |
| =  | Argeș                 | 2                  | -    | -          | -         | -            | -                 | 2     | 1978-1979      |
| =  | Reșița                | 1                  | 1    | -          | -         | -            | -                 | 2     | 1953-1954      |
| =  | CA Oradea             | 1                  | 1    | -          | -         | -            | -                 | 2     | 1955-1956      |
| =  | Oțelul                | 1                  | -    | -          | 1         | -            | -                 | 2     | 2011           |
| =  | Politehnica Timișoara | -                  | 2    | -          | -         | -            | -                 | 2     | 1979-1980      |
| =  | Voluntari             | -                  | 1    | -          | 1         | -            | -                 | 2     | 2017           |
| 14 | United Ploiești       | 1                  | -    | -          | -         | -            | -                 | 1     | 1911-1912      |
| =  | Româno-Americană      | 1                  | -    | -          | -         | -            | -                 | 1     | 1914-1915      |
| =  | Prahova Ploiești      | 1                  | -    | -          | -         | -            | -                 | 1     | 1916           |
| =  | Colțea Brașov         | 1                  | -    | -          | -         | -            | -                 | 1     | 1927-1928      |
| =  | Unirea Urziceni       | 1                  | -    | -          | -         | -            | -                 | 1     | 2008-2009      |
| 29 | CFR Turnu Severin     | -                  | 1    | -          | -         | -            | -                 | 1     | 1942-1943      |
| =  | Progresul             | -                  | 1    | -          | -         | -            | -                 | 1     | 1959-1960      |
| =  | Arieșul Turda         | -                  | 1    | -          | -         | -            | -                 | 1     | 1960-1961      |
| =  | U Cluj                | -                  | 1    | -          | -         | -            | -                 | 1     | 1964-1965      |
| =  | Chimia R Vâlcea       | -                  | 1    | -          | -         | -            | -                 | 1     | 1972-1973      |
| =  | Jiul Petroșani        | -                  | 1    | -          | -         | -            | -                 | 1     | 1973-1974      |
| =  | FCU Craiova           | -                  | 1    | -          | -         | -            | -                 | 1     | 1992-1993      |
| =  | Gloria Bistrița       | -                  | 1    | -          | -         | -            | -                 | 1     | 1993-1994      |
| 37 | ASA Târgu Mureș       | -                  | -    | -          | 1         | -            | -                 | 1     | 2015           |
| =  | Corvinul              | -                  | 1    | -          | -         | -            | -                 | 1     | 2023-2024      |

- Au existat și 3 ediții de Cupa Ligii neoficiale câștigate de Rapid București(1994), FCM Bacău(1998), Gloria Bistrița(2000).
- Cupa UEFA Intertoto a fost câștigată de Otelul Galati(1), FC Vaslui(1),
- Cupa Balcanică a fost câștigată de Rapid București(2) 1965 și 1966, Inter Sibiu(1), Sportul Studențesc(1), FC Brașov(1)

### Performanță în competiții internaționale
Începând din sferturile de finală.
| Club              | Resultate |
| ----------------- | --- |
| FCSB              | Liga Campionilor UEFA (1): Câștigătoare în 1986 Supercupa Europei (1): Câștigătoare în 1986 Cupa Intercontinentală (1):- Finalistă în 1986 Liga Campionilor UEFA(1): - Finalistă în 1989 Cupa Cupelor UEFA : - Sferturi de finală în 1972 și 1993 Cupa UEFA/UEFA Europa League: - Semifinalistă în 2005-06 |
| Dinamo            | Liga Campionilor UEFA:- Semifinalistă în 1984 Cupa Cupelor UEFA:- Semifinalistă în 1990 |
| FCU Craiova       | Liga Campionilor UEFA:- Sferturi de finală 1982 Cupa UEFA/UEFA Europa League: - Semifinalistă în 1982-83 |
| Rapid             | Cupa Cupelor UEFA: - Sferturi de finală în 1973 Cupa UEFA/UEFA Europa League: - Sferturi de finală în 2005-06 Cupa Mitropa: (1): - Finalistă în 1940 |
| Petrolul Ploiești | Cupa Orașelor Târguri: - Sferturi de finală în 1963 |
| Dinamo Bacău      | Cupa Orașelor Târguri: - Sferturi de finală în 1970 |
| UTA Arad          | Cupa UEFA/UEFA Europa League: - Sferturi de finală în 1972 |
| Victoria          | Cupa UEFA/UEFA Europa League: - Sferturi de finală în 1989 |
| Oțelul            | Cupa UEFA Intertoto (1): - Câștigători în 2007 |
| FC Vaslui         | Cupa UEFA Intertoto (1): - Câștigători în 2008 |
| CFR Cluj          | Cupa UEFA Intertoto (1): - Finalistă în 2005 |
| FC Farul          | Cupa UEFA Intertoto (1): - Finalistă în 2006 |
| Gloria Bistrița   | Cupa UEFA Intertoto (1): - Finalistă în 2007 |